# رابكرين
مفوضية الشعب للتفتيش على العمال والفلاحين، أو مفتشية العمال والفلاحين والمعروفة أيضًا باسم رابكرين (بالروسية: Наро́дный комиссариа́т Рабо́че-крестья́нской инспе́кции)، كانت مؤسسة حكومية في الاتحاد السوفيتي على المستوى الوزاري (مفوضية الشعب ) كانت مسؤولة عن التدقيق في إدارات الدولة والإدارات المحلية والشركات.

## البدايات
في 7 فبراير 1920، أنشأت اللجنة التنفيذية المركزية لعموم روسيا مجلس الشعب (رابكرين) ليحل محل مفوضية الشعب لمراقبة الدولة. تم تعيين رابكرين لضمان فعالية الحكومة السوفيتية التي تم إنشاؤها حديثًا، والتي شهدت اضطرابات بيروقراطية بدأت مع الثورة الروسية واستمرت في الحرب الأهلية الروسية. 
كانت مفوضية الشعب لمراقبة الدولة مؤسسة رئيسية في إنشاء الاتحاد السوفييتي، ولكن سوء إدارتها للسيطرة البيروقراطية دفع فلاديمير لينين إلى حل المجلس واستبداله بتقسيم أكثر قابلية للإدارة للسلطة الحكومية. تم تكليف المفوض السابق لمفوضية الشعب لمراقبة الدولة، جوزيف ستالين، بإدارة الوكالة التي تم تشكيلها حديثًا، رابكرين، والتي كانت بمثابة إشارة إلى بداية جديدة للإدارة السوفيتية. نظرًا لأنه كان من صنع الاتحاد السوفييتي، فلم تكن له أي صلة بالإمبراطورية الروسية. 

## في عهد لينين وستالين
وقد وصف كاتب السيرة الألماني إسحاق دويتشر رابكرين على النحو التالي:
"لقد تم إنشاء جهاز الرقابة... للسيطرة على كل فرع من فروع الإدارة، من القمة إلى القاعدة، بهدف القضاء على العيبين الرئيسيين، عدم الكفاءة والفساد، اللذين ورثتهما الخدمة المدنية السوفييتية من سلفها القيصري. وكان من المفترض أن يعمل الجهاز كمدقق صارم ومستنير للآلة الحكومية المتهالكة؛ وكشف إساءة استخدام السلطة والروتين؛ وتدريب نخبة من الموظفين المدنيين الموثوق بهم لكل فرع من فروع الحكومة. وكان جهاز الرقابة يعمل من خلال فرق من العمال والفلاحين الذين كانوا أحرارًا في أي وقت لدخول مكاتب أي مفوضية ومراقبة العمل الذي يتم هناك.... وكان مخطط التفتيش الغريب برمته أحد أفكار لينين المفضلة. وقد سعى لينين، الذي استشاط غضبًا من عدم كفاءة الخدمة المدنية وعدم نزاهتها، إلى علاج هذه العيوب من خلال "السيطرة من الأسفل" المتطرفة والقاسية، وكان جهاز الرقابة هو الوسيلة لتحقيق ذلك.... لكن طاحونة البيروقراطية حولت العمال أنفسهم إلى بيروقراطيين. وأصبحت مفوضية التفتيش، كما اكتشف لينين في وقت لاحق، مصدرًا إضافيًا للفوضى والفساد والمكائد البيروقراطية. وفي النهاية أصبحت شرطة غير رسمية ولكنها متطفلة مسؤولة عن الخدمة المدنية. 
خلال السنوات الثلاث الأولى من عملها، لعبت منظمة رابكرين دوراً حاسماً في تطوير الدولة الشيوعية المتنامية. تأسس المكتب المركزي للشكاوى في عام 1919، وكان قسمًا تابعًا للرابكرين وكان الغرض الوحيد منه هو اكتشاف والقضاء على عدم الكفاءة داخل إدارة الدولة. يمكن لأي مواطن سوفيتي تقديم شكوى ضد مسؤول حكومي من خلال هذا المكتب. رأى لينين أن هذا يمنح صوتًا للشعب وقولًا في حكومته. بعد فشله في تحقيق أهدافه وتعرضه لانتقادات شديدة، مثل انتقادات لينين نفسه، تم دمجه مع لجنة مراقبة الحزب الشيوعي السوفييتي في عام 1923 ليصبح جهاز مراقبة مشتركًا تحت رئيس مشترك للإشراف على الدولة والاقتصاد والحزب الشيوعي الروسي.
بعد وفاة لينين عام 1924، شهد صعود ستالين إلى السلطة تحول مكتب الشكاوى إلى أداة أكثر شراً في يد الزعيم الجديد. وقد تم استخدام مكتب الشكاوى الآن كقناة لتشجيع المواطنين السوفييت على تقديم روايات مفصلة، بما في ذلك الأدلة والشهود، عن المسؤولين المعارضين للدولة أو المنتمين إلى منظمات مناهضة للشيوعية. وتبعت العديد من الشكاوى جلسات محاكمة سريعة للمتهمين، وتم بعد ذلك البت في معظم القضايا مع أو بدون أدلة.
في عام 1929، تم دمج مكتب الشكاوى مع مكتب الشكاوى التابع للمجلس المركزي للنقابات العمالية، وهو مؤسسة إدارية سوفييتية أخرى كانت مسؤولة عن تنظيم النقابات العمالية. وقد أدى الاندماج إلى ارتفاع الشكاوى من كل من القطاعين الزراعي والصناعي  حتى عام 1934،  وهو عام إلغاء رابكرين.
في عام 1922، أصبح ستالين الأمين العام للحزب الشيوعي في الاتحاد السوفييتي، ثم عهد بمنصب مفوض الشعب في مفتشية العمال والفلاحين إلى حليفه الموثوق به جريجوري أوردجونيكيدزه، الذي تولى المنصب من عام 1926 إلى عام 1930. تحت القيادة الجديدة، دفع رابكرين نحو المزيد من الكفاءة الصناعية/العسكرية من المؤسسات الاقتصادية السوفيتية الأخرى، وأبرزها المجلس الأعلى للاقتصاد الوطني (فيسنخا) ولجنة تخطيط الدولة (غوسبلان). إلى جانب الخطة الخمسية الأولى التي وضعها ستالين (1928-1932)، أصبح رابكرين مسؤولاً عن البحث عن استثمارات صناعية جديدة للوصول إلى الحد الأقصى من الإنتاج بأقل قدر من المدخلات. من عام 1929 إلى عام 1932، أصبحت صراعات القوة بين فيسينخا، التي كانت مكلفة بمهمة زيادة التصنيع، ورابكرين أكثر وضوحًا. 
أدت التحقيقات المستمرة في كفاءة فينسينكا الصناعية إلى ادعاءات من رابكرين بالإهمال والخداع. ومع ذلك، تم تزوير العديد من التقارير، وهو ما جسد الطبيعة الفوضوية للسيطرة البيروقراطية السوفييتية.  وكانت التحقيقات في المؤسسات السوفييتية الأخرى تسير جنباً إلى جنب مع إزالة أعضاء البلاشفة القدامى خلال المراحل المبكرة من التطهير الأعظم في الفترة 1936-1938. كان ستالين وإدارته يعتقدان أن بعض الأفراد داخل المؤسسات السوفييتية، مثل فيسينخا، كانوا يعملون عمداً على تخريب النمو الاقتصادي للاتحاد السوفييتي. وقد وفرت تحقيقات رابكرين أدلة كافية لإدانة الآلاف من المسؤولين الحكوميين. 
أدت تحقيقات رابكرين داخل مفوضية الشعب للزراعة إلى استياء إداري. اعتبر العديد من المسؤولين أن المؤسسة السوفييتية المهيمنة تستغل سلطتها وتجعل من الصعب نجاح الزراعة الجماعية في ظل إجراءات صارمة. ولقي الفلاحون السوفييت نفس الانتقادات، إذ وصفتهم الإدارات الداخلية بأنهم سكارى وفاسقون ومخربون يعارضون الحزب الشيوعي ومحاولاته لتجميع المحاصيل الجماعية. وكانت معظم التقارير كاذبة وصورت حياة الفلاحين بشكل خاطئ، ولكنها بررت للسلطات فرض حصص إنتاجية مبالغ فيها على القطاع الزراعي. لقد عملوا باستمرار على إبقاء الفلاحين مشغولين ولكنهم جعلوا احتمالية مشاركتهم في السلوك غير الأخلاقي أقل. 

## نهاية
من نوفمبر 1930 إلى أكتوبر 1931، ترأس أندريه أندرييف الرابكرين. وعلى غرار سلفه أوردزونيكيدزه، دفع أندرييف إلى تحقيق المزيد من النمو الصناعي فضلاً عن التوسع العسكري. ومن أكتوبر 1931 إلى يناير 1934، حل محله يان رودزوتاك. بعد نجاح الخطة الخمسية الأولى، دخل الاقتصاد السوفييتي مرحلة من التوسع والأمان المالي. وبالمقارنة بالقوى العالمية الأخرى في ذلك الوقت، والتي كانت تعاني من آثار الكساد الأعظم، بدا الاقتصاد السوفييتي لا يمكن إيقافه من منظور خارجي. 
في المؤتمر السابع عشر للحزب الشيوعي لعموم الاتحاد، والذي شعر فيه بأن هدفه قد تحقق في إنشاء هيكل إداري واقتصادي أكثر كفاءة، تم حل رابكرين، وتم نقل وظائفه إلى لجنة الرقابة الشعبية.  بعد أن أصبحت لجنة الرقابة الشعبية مسؤولة عن الإنتاجية، أصبح زيادة النقابات العمالية نظام دعم للعديد من المواطنين السوفييت في المناطق الصناعية، مما أدى إلى تقليل الفوضى الناجمة عن السيطرة البيروقراطية.
تشتهر رابكرين بالقيود التي فرضتها ومواجهاتها مع المؤسسات السوفيتية الأخرى، ولكن في عهد ستالين، حققت نجاحًا محدودًا في المساعدة في إنشاء الاقتصاد السوفيتي. 

## قائمة المفوضين
مفوضي الشعب للعمال والفلاحين في جمهورية روسيا الاتحادية الاشتراكية السوفياتية:
1. جوزيف فيساريونوفيتش ستالين (24 فبراير 1920 – 6 مايو 1922)
2. ألكسندر دميترييفيتش تسيوروبا (6 مايو 1922 – 28 أبريل 1923)
3. فاليريان فلاديميروفيتش كويبيشيف (28 أبريل – 6 يوليو 1923)
4. أليكسي سيميونوفيتش كيسيليف (7 يوليو 1923 - 2 فبراير 1924)
5. نيكولاي ميخائيلوفيتش شفيرنيك (2 فبراير 1924 – 30 نوفمبر 1925)
6. نيكيفور إيليين (30 نوفمبر 1925 - 10 مارس 1934)

مفوضي الشعب للعمال والفلاحين في الاتحاد السوفياتي:
1. فاليريان فلاديميروفيتش كويبيشيف (6 يوليو 1923 – 5 أغسطس 1926)
2. غريغوري كونستانتينوفيتش أوردجونيكيدزه (5 نوفمبر 1926 - 10 نوفمبر 1930)
3. أندري أندريفيتش أندرييف (22 نوفمبر 1930 – 9 أكتوبر 1931)
4. يان إرنستوفيتش رودزوتاك (9 أكتوبر 1931 – 11 فبراير 1934)